# Krottensee (Inzell)
Der Krottensee ist ein See in der Gemeinde Inzell in den Chiemgauer Alpen im oberbayerischen Landkreis Traunstein.

## Lage und Name
Der Krottensee liegt nordöstlich des Falkensteins und etwa 1,5 Kilometer vom Inzeller Ortszentrum entfernt. Der Name deutet auf die bereits in früheren Zeiten auftretenden Vorkommen von Kröten im und am See.

## Natur und Umwelt
Gespeist wird der Krottensee ausschließlich durch unterirdische Zuflüsse. Das Wasser ist pH-neutral und sehr nährstoffarm. Im See gibt es größere Bestände von Blutegeln. Der Uferbereich des Krottensees ist von einem zwischen 20 und 50 Meter breiten Schwingrasen-Moor umgeben. Der Moorbereich ist im Vergleich zum Seewasser sehr sauer. Er ist Lebensraum für Kröten, Kreuzottern und zahlreiche Insektenarten. Letztere dienen wiederum dem am Krottensee vorkommenden Sonnentau als Nahrungsquelle.
Der Krottensee gehört zum nordöstlichen Ausläufer des Naturschutzgebiets Östliche Chiemgauer Alpen.

## Tourismus
Aufgrund der Lage im Naturschutzgebiet und der angrenzenden Moorflächen ist das Baden im Krottensee verboten. Der See ist eine Station der Falkenstein-Runde, eines Wanderwegs, der den Falkenstein auf einer etwa zweistündigen Route umrundet und der neben dem Krottensee auch den Falkensee und den Zwingsee passiert.